# 月球和太陽的大小與距離 (阿里斯塔克斯)

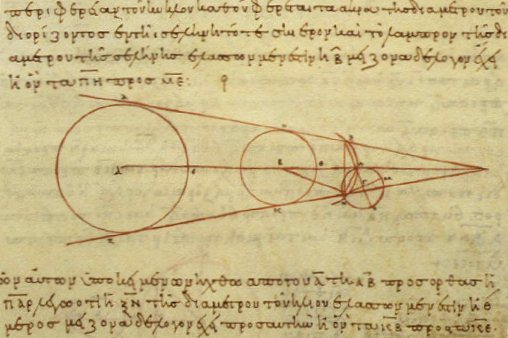
來自西元前10世紀的希臘副本：薩摩斯的阿里斯塔克斯西元前3世紀關於太陽、地球和月球相對大小的計算。從左起，依序是太陽、地球與月球。

（太陽和月球的）大小與距離（羅馬化：Perì megethôn kaì apostēmátōn [hēlíou kaì selḗnēs]）被廣泛認為是生活在西元前310–230年左右的古希臘天文學家阿里斯塔克斯所寫的唯一現存作品。這件作品計算了太阳和月球的大小，以及它們與地球的距離（以地球半徑為單位）。
這本書可能是由亞歷山大的帕普斯數學課程的學生保存的，然而並沒有證據表明這一點。使用了亨利·薩維爾爵士彙編的幾本中世紀手稿，約翰·沃利斯於1688年出版了初版。最早的拉丁语翻譯是由喬治·瓦拉在1488年完成的。還有一個由費德里科·康曼丁那所著的 1572年拉丁語翻譯與譯評版本 （页面存档备份，存于）。

## 符號
這項工作的方法依賴於幾個觀察結果：
- 太陽和月球在天空中的表觀尺寸。
- 月食期間地球陰影相對於月球的大小。
- 在弦月期間，太陽、地球和月球之間，月球位於的角度為90°

本文的其餘部分詳細介紹與重建了阿里斯塔克斯的方法和結果。重建使用以下變數：
| 符號 | 含意                                         |
| ---- | -------------------------------------------- |
| φ    | 弦月期間，月球和太陽之間的角度（可直接量測） |
| L    | 地球到月球的距離                             |
| S    | 地球到太陽的距離                             |
| ℓ    | 月球的半徑                                   |
| s    | 太陽的半徑                                   |
| t    | 地球的半徑                                   |
| D    | 從地球中心到地球陰影錐頂點的距離             |
| d    | 月球位置的地球陰影半徑                       |
| n    | 比率，d/ℓ（月食期間可直接觀測到的量）        |
| x    | 比率， S/L = s/ℓ（根據 φ 計算）              |

## 弦月
阿里斯塔克斯的前提是，在弦月期間，月球與太陽和地球形成直角三角形。通過觀測太陽和月亮之間的角度 φ，可以使用三角學的形式推導出太陽和月球的距離比。
根據圖表和三角函數，我們可以計算出
{\displaystyle {\frac {S}{L}}={\frac {1}{\cos \varphi }}=\sec \varphi .}
該圖被大大誇大了，S = 390 L，和 φ 非常接近90°。阿里斯塔克斯將 φ 確定為小於直角的三十分之一（現代術語為3°）：在當前術語中為87°。三角函數尚未發明，但阿里斯塔克斯使用歐幾里德風格的幾何分析確定
{\displaystyle 18<{\frac {S}{L}}<20.}
換句話說，到太陽的距離大約是到月球距離的18到20倍。在接下來的兩千年裏，天文學家接受了這個值（或接近它的值），直到望遠鏡的發明允許對太陽視差進行更精確的估計。
阿里斯塔克斯還認為，由於太陽和月球的角度大小是相同的，但到太陽的距離是月球的18到20倍，因此太陽必須大18-20倍。

## 月食
阿里斯塔克斯隨後使用了另一種基於月食的構造：
通過三角形的相似性{\displaystyle {\frac {D}{L}}={\frac {t}{t-d}}\quad }，和   {\displaystyle \quad {\frac {D}{S}}={\frac {t}{s-t}}.}
將這兩個方程式分開，並利用太陽和月球對地球上的人來說大小相同的觀測結果{\displaystyle s/S=\ell /L}，產生
{\displaystyle {\frac {\ell }{s}}={\frac {t-d}{s-t}}\ \ \implies \ \ {\frac {s-t}{s}}={\frac {t-d}{\ell }}\ \ \implies \ \ {\frac {t}{\ell }}+{\frac {t}{s}}=1+{\frac {d}{\ell }}.}
最右邊的方程可以求解為{\displaystyle \ell /t}或{\displaystyle s/t}
{\displaystyle {\frac {\ell }{t}}={\frac {1+{\dfrac {\ell }{s}}}{1+{\dfrac {d}{\ell }}}},\qquad {\frac {s}{t}}={\frac {1+{\dfrac {s}{\ell }}}{1+{\dfrac {d}{\ell }}}}.}
通過表示長度，可以使這些方程看起來更簡單{\displaystyle d}和 {\displaystyle s}就月球的半徑而言{\displaystyle \ell }作為一個單位，定義{\displaystyle {\hat {d}}=d/\ell } and {\displaystyle {\hat {s}}=s/\ell .}那麼
{\displaystyle {\frac {\ell }{t}}={\frac {1+{\hat {s}}}{{\hat {s}}(1+{\hat {d}})}},\qquad {\frac {s}{t}}={\frac {1+{\hat {s}}}{1+{\hat {d}}}}}
上述方程完全以可觀量測的形式給出了月球和太陽的半徑。
以下公式以地球單位給出了到太陽和月球的距離：
{\displaystyle {\frac {L}{t}}=\left({\frac {\ell }{t}}\right)\left({\frac {180}{\pi \theta }}\right)}
{\displaystyle {\frac {S}{t}}={\biggl (}{\frac {s}{t}}{\biggr )}\left({\frac {180}{\pi \theta }}\right)}
其中 θ 是月球和太陽的視半徑，單位為度。
阿里斯塔克斯沒有使用這些精確的公式，但這些公式可能很好地近似了阿里斯塔克斯的公式。

## 結果
上述公式可用於重建阿里斯塔克斯的結果。下表顯示了長期（但可疑）的重建 結果，使用n = 2, x = 19.1 (φ = 87°) 和 θ = 1°，與現代公認的物質一起呈現。
| 數量 | 關係                   | 重建 | 現代   |
| ---- | ---------------------- | ---- | ------ |
| s/t  | 太陽半徑與地球半徑之比 | 6.7  | 109    |
| t/ℓ  | 地球半徑與月球半徑之比 | 2.85 | 3.67   |
| L/t  | 地球半徑的地月距離     | 20   | 60.34  |
| S/t  | 地球半徑的日地距離     | 380  | 23,481 |

此計算中的錯誤主要來自 x 和 θ。θ 的糟糕值尤其令人驚訝，因為阿基米德寫道，阿里斯塔克斯是第一個確定太陽和月球表觀直徑為半度的人。這將給出一個值：θ = 0.25，以及月球的對應距離為80個地球半徑，這是一個更好的估計。這項工作與阿基米德的分歧似乎是由於它採用了阿里斯塔克斯的說法，即日月直徑是黃道帶「梅羅斯」（希臘語：meros）的1/15，意味著黃道宮寬度（30°）的1/15；或者是後者的「部分」或7°1/2，和後者的數量為1/15也就是1°/2，與阿基米德的證詞一致。
關於大小和距離 (依巴谷)也被依巴谷使用，他估計到月球的平均距離為67個地球半徑，而托勒密則用59個地球半徑來計算這個值。

## 插圖
在這裡可以找到以「一個尺寸」命題的一些互動式插圖：
- Hypothesis 4 （页面存档备份，存于）當月球在我們看來是弦月時，它與太陽的距離小於一個象限的三十分之一[也就是說，它小於90°乘以90°的1/30或3°，因此等於87°]（Heath 1913:353）。
- Proposition 1 （页面存档备份，存于）指出兩個相等的球體由同一個圓柱體組成，兩個不相等的球體則由頂點在較小球體方向上的同一個圓錐體組成；穿過球體中心的直線與圓柱體或圓錐體表面接觸球體的每個圓成直角（Heath 1913:354）。
- Proposition 2 （页面存档备份，存于）指出，如果一個球體被一個大於其自身的球體照亮，則前一個球體的被照亮部分將大於一個半球（Heath 1913:358）。
- Proposition 3 （页面存档备份，存于）指出，當包含太陽和月亮的圓錐體的頂點位於我們的眼睛時，月球上劃分黑暗和明亮部分的圓圈最小（Heath 1913:362）。
- Proposition 4指出，月球上劃分黑暗和明亮部分的圓圈與月球上的大圓沒有明顯區別（Heath 1913:365）。
- Proposition 6指出，月球移動的軌道比太陽低，當它成弦月時，離太陽不到一個象限（Heath 1913:372）。
- Proposition 7 （页面存档备份，存于）指出，太陽與地球的距離是月球與地球距離的18倍以上，但不到20倍（Heath 1913:377）。換句話說，太陽的距離和寬度是月球的18到20倍。

## 已知副本
- 於美國國會圖書館的梵蒂岡展覽區。

## 註解
1. ↑  Heath, Thomas. . Oxford: Clarendon. 1913: 323.
2. ↑  Berggren and Sidoli. 2007. 'Aristarchus's On the Sizes and Distances of the Sun and the Moon: Greek and Arabic Texts'. Arch. Hist. Exact Sci. 61(3), pp. 213–54. doi:10.1007/s00407-006-0118-4
3. ↑  Noack B. (1992) Aristarch von Samos: Untersuchungen zur Überlieferungsgeschichte der Schrif Περὶ μεγεθῶν καὶ ἀποστημάτων ἡλίου καὶ σελήνης, Wiesbaden.
4. ↑  A video on reconstruction of Aristarchus' method （页面存档备份，存于） (in Turkish, no subtitles)